# Bronisław Stęplowski

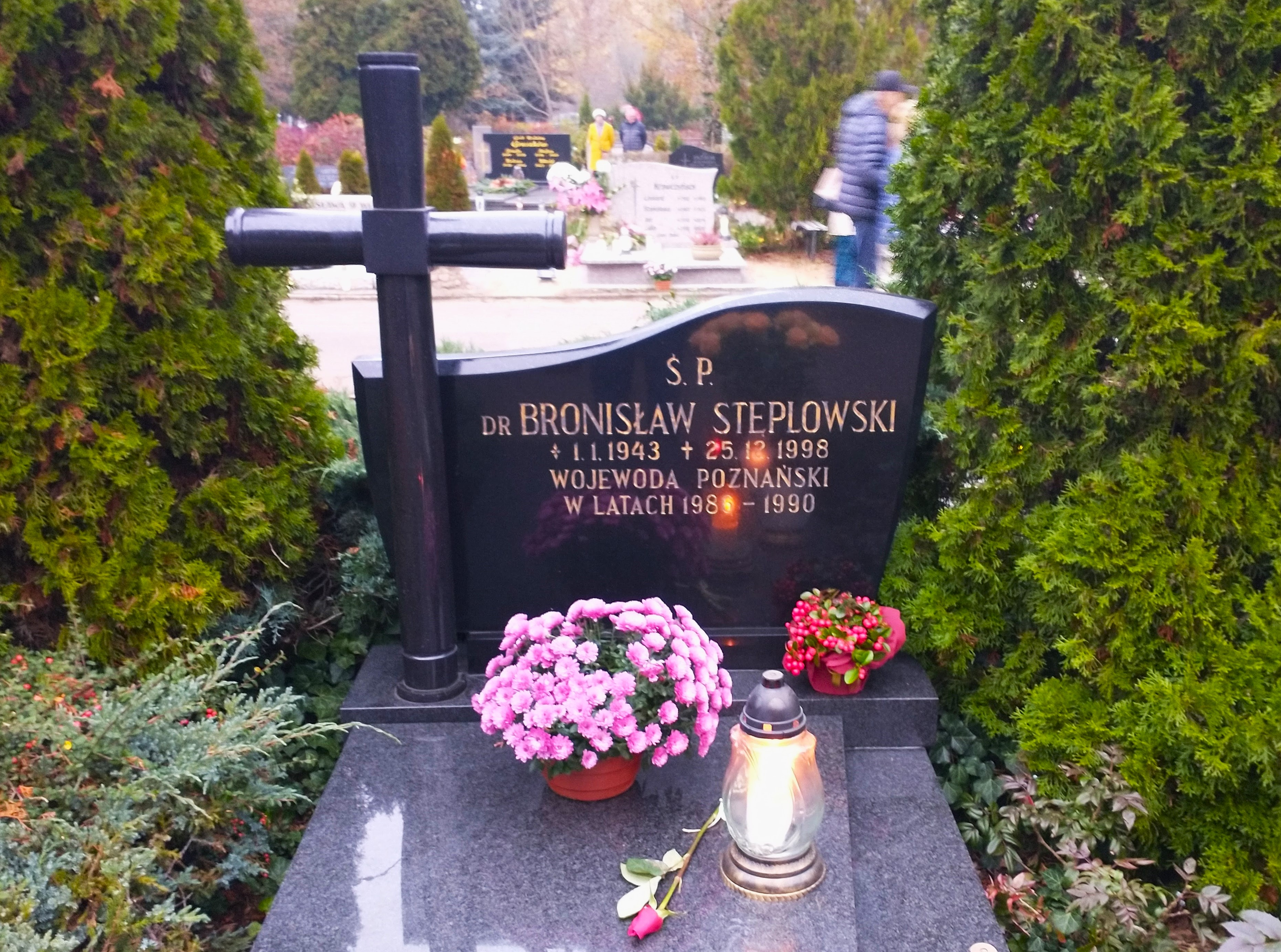
Grób na Cmentarzu Junikowo

Bronisław Stęplowski (ur. 1 stycznia 1943 w Moczydłach w powiecie częstochowskim, zm. 25 grudnia 1998 w Poznaniu) – polski działacz państwowy i partyjny, ekonomista i wykładowca, wicewojewoda (1984–1986) i wojewoda poznański (1986–1990).

## Życiorys
W 1960 ukończył liceum w Żarkach, następnie studiował na Wydziale Handlowo-Towaroznawczym Wyższej Szkoły Ekonomicznej w Poznaniu. Tam w 1965 obronił pracę magisterską Przedsiębiorstwo kapitalistyczne i socjalistyczne. Różnice systemów finansowania i następnie rozpoczął pracę w Katedrze Ekonomii Politycznej. Od 1966 był członkiem PZPR. W 1971 obronił w WSE pracę doktorską Instytucyjne i funkcjonalne czynniki racjonalizacji transportu w gospodarce socjalistycznej napisaną pod kierunkiem Wacława Wilczyńskiego.
Od sierpnia 1981 pracował jako sekretarz ekonomiczny Komitetu Wojewódzkiego PZPR, od marca 1984 wicewojewodą, od stycznia 1986 do października 1990 wojewodą poznańskim.
W 1991 został dyrektorem poznańskiego oddziału Powszechnego Banku Gospodarczego w Łodzi, od 1992 pracował dodatkowo jako docent w Katedrze Bankowości Akademii Ekonomicznej w Poznaniu. W 1991 został jednym z założycieli i następnie prezesem Wielkopolskiego Towarzystwa Inwestycyjnego S.A. w Poznaniu.
Zginął w wypadku samochodowym. Został pochowany na Cmentarzu Junikowo w Poznaniu.
Pośmiertnie został uhonorowany Krzyżem Oficerskim Orderu Odrodzenia Polski.

## Wybrane publikacje
- Ekonomiczne czynniki racjonalizacji transportu, Wydawnictwa Komunikacji i Łączności, Warszawa 1975
- Zbigniew Blok, Bronisław Stęplowski, Podstawy racjonalnego gospodarowania, "Książka i Wiedza", Warszawa 1981